# 曹文叔
曹文叔（3世纪—3世纪），三国时期曹魏大将军曹爽的从弟。娶谯郡人夏侯文宁的女儿夏侯令女。
曹文叔早卒，当时夏侯令女还年轻，也没有为他生育子女，但坚持为曹氏守节，为此不惜断发、割耳。后来曹爽被灭族，夏侯令女为了守节又断鼻。太傅司马懿得知后嘉奖夏侯令女，并准许她抱养儿子为曹氏奉祀。